# 石珵
石珵（英語：Cheng Shih，1916年10月30日—2008年10月30日），祖籍湖南新邵，出生于湖南武冈，美国华裔航天科学家。

## 生平
石珵早年曾就于武冈县立云山小学、武冈县立云山初级中学、上海中华职业学校等校。1935年考入北洋工学院。1939年毕业后，曾先后任职于辰溪汉阳兵工厂、湖南竹篙塘国立第十一中学、昆明中央机器厂汽车分厂。1942年至1946年间出任陆军机械化学校战车机械工程研究所少校研究员。
1947年石珵赴美国伊利诺伊大学机械工程系留学，先后获硕士、博士学位。1956年进入反应发动机公司，参与研发X-15试验机的发动机XLR99。1958年至1959年间任职于艾容卡飞机公司。1959年起任格伦·L·马丁公司（1961年起更名为马丁·玛丽埃塔公司）工程师，曾领导航天模拟试验研究小组。1970年离任，后曾任教于科罗拉多大学丹佛分校、丹佛大都会州立学院等校。2008年10月30日，石珵在丹佛逝世，终年92岁。去世后，其部分骨灰被运回中国，安葬于长沙潇湘陵园。

## 家庭
石珵祖父石守谦为清朝太学士，曾任高安县知县、临江府知府、直隶州知州。石珵姑祖母（石守谦之妹）石守箴是“台湾经济之父”尹仲容的母亲。石珵父亲是石守谦长子石易安（字华甫），母亲谢池春则是清朝户部员外谢输卿的长孙女。
石珵有过两段婚姻。1954年，他与赵耀楣（Helen Chao Shih，中华民国经济部部长赵耀东之妹）在纽约成婚。婚后育有三子德规（Theodore）、德矩（Dwight）、德方（Franklin）。1987年，赵耀楣去世。1990年，年逾古稀的石珵回到中国，与其早年的初恋情人黎之楣在长沙结婚。